# مركز شرطة راكون سيتي
مركز شرطة الراكون هو مركز شرطة خيالي يظهر في سلسلة ألعاب رعب البقاء ريزدنت إيفل (Resident Evil) من شركة كابكوم (Capcom). يُعتبر المقر الرئيسي لقسم شرطة الراكون (RPD) ويقع في قلب مدينة الراكون. يعد هذا المركز أحد المواقع الأساسية في لعبة ريزدنت إيفل 2 (Resident Evil 2)، حيث يتم اجتياحه من قبل الزومبي و السيد إكس (Mr. X). كما يوجد به مدخلًا إلى منشأة الأبحاث السرية التابعة لشركة الأدوية أمبريلا (Umbrella Corporation). يظهر هذا المركز أيضًا في العديد من الألعاب اللاحقة، بما في ذلك ريزدنت إيفل 3: النمسيس (Resident Evil 3: Nemesis)، ريزدنت إيفل: سجلات المظلة (Resident Evil: The Umbrella Chronicles)، وريزدنت إيفل: سجلات الجانب المظلم (Resident Evil: The Darkside Chronicles).

## الوصف
كان المبنى سابقًا متحف مرموق في مدينة الراكون، وتم شراؤه في عام 1969 من قبل الحكومة المحلية وتحويله لاستخدامه من قبل قسم شرطة الراكون (RPD) بسبب مساحته الواسعة لوقوف السيارات وموقعه المركزي بالقرب من منطقة الأعمال المركزية في مدينة الراكون.
على الرغم من إزالة ونقل الأعمال الفنية الموجودة داخل المبنى، إلا أنه تم تزيينه مرة أخرى من قبل رئيس شرطة مدينة الراكون، براين آيرونز، المعروف بحبه للفن والنحت. ميل آيرونز لشراء المزيد من القطع الفنية الفخمة أدى إلى امتلاء العديد من غرف التخزين في المبنى بالأعمال الفنية المهملة التي لم يعد يقدرها. يحتوي المبنى على مدخلين إلى نظام الصرف الصحي في المدينة؛ أحدهما من خلال غرف الكلاب، والآخر من خلال غرفة سرية متصلة بمكتب آيرونز. تم تصميم وتركيب الأخير من قبل شركة المظلة (Umbrella Corporation) لتسهيل مهام آيرونز في عملياتهم البحثية السرية، حيث سمحت هذه المداخل الصرفية بالوصول إلى مختبراتهم السرية تحت الأرض. ومع ذلك، في النسخة الجديدة، يتم الوصول إلى المختبر تحت الأرض عبر نفق سري ومكتب مخفي خلف تمثال كبير متحرك في القاعة الرئيسية لقسم شرطة الراكون، والذي في اللعبة الأصلية كان يمنحك فقط مفتاحًا لبعض الغرف في المركز.

## الظهور

### ألعاب الفيديو
خلال تفشي فيروس تي في مدينة الراكون في سبتمبر 1998، يلجأ العديد من الشخصيات الرئيسية في السلسلة إلى مركز الشرطة، بما في ذلك ليون س. كينيدي وكلير ريدفيلد. قبل يوم واحد من وصولهم، تحصن عملاء فريق ألفا من فرقة S.T.A.R.S. براد فيكرز وجيل فالنتاين في المركز أثناء ملاحقتهم من قبل أحد الأسلحة البيولوجية القاتلة لشركة مظلة ( النمسيس) حيث يُقتل فيكرز بوحشية عند مدخل المركز.
يتم استخدام المركز مؤقتًا كنقطة تجمع ومأوى مؤقت للمواطنين الناجين خلال الحادثة، بما في ذلك الناجين من لعبة ريزدنت إيفل: تفشي المرض الملف 2 (Resident Evil Outbreak: File 2). سيناريو "الأوقات اليائسة" يوضح هروب عدد قليل من الضباط والناجين قبل يوم واحد من وصول جيل فالنتاين وبراد فيكرز.
في النهاية، يعاني المبنى من نفس مصير بقية مدينة الراكون، حيث يتم تدميره بواسطة الحكومة الأمريكية لمنع انتشار فيروس تي.
في عام 2021، تم إضافة مركز شرطة الراكون إلى لعبة الرعب البقاء Dead by Daylight كواحد من الخرائط القابلة للعب.

### وسائل الإعلام الأخرى
ظهر مركز شرطة راكون سيتي لأول مرة في الأفلام في فيلم الشر المقيم: نهاية العالم (2004). خلال تفشي الفيروس في مدينة الراكون، حدثت العديد من الإصابات في المركز، حيث تم اعتقال الأشخاص المصابين العنيفين ونقلهم إلى القسم، حيث هاجموا الضباط والسجناء الآخرين. وبحلول الوقت الذي تم فيه إغلاق المدينة، كان مبنى مقر R.P.D. مهجورًا.
يظهر المركز مرة أخرى في فيلم الشر المقيم: مرحبًا بكم في مدينة الراكون (2021)، حيث يبحث الأبطال عن أسلحة، ومن ثم يضطرون للهروب بعد أن يتم اجتياح المركز من قبل الزومبي.